# 江上弘
江上 弘（えがみひろし）は、日本の撮影監督。福岡市博多区出身。専門学校九州デザイナー学院放送映画学科卒。CM撮影を中心に活動をしている。

## 経歴
2014年　株式会社イー・フック設立

## CM
- アリナミン
- デアゴスティーニ・ジャパン[1]
- 西松屋
- 劇団四季
- JAバンク
- アシックス
- 小林製薬
- マクドナルド
- アキュラホーム
- モスバーガー
- 任天堂
- ヒルトン東京ベイ
- キッセイ薬品工業
- セガ
- 三菱電機
- フォルクスワーゲン
- クラシエ
- わかさ生活

## ドラマ
- 私の部下は50歳

## ショートムービー
- 富士通｜arrows THEATER